# Place Gaillon
La place Gaillon est une place du 2e arrondissement de Paris, en France.

## Situation et accès
La place Gaillon est une place de forme grossièrement trapézoïdale d'environ 25 m de long sur 15 m de large, située dans le nord-ouest du 2e arrondissement de Paris. Elle est limitée à l'ouest par la rue de Port-Mahon, à l'est par la rue de La Michodière, au sud par la rue Saint-Augustin et au nord par un immeuble. La rue Saint-Augustin se poursuit à l'ouest et à l'est, tandis que les rues de Port-Mahon et de La Michodière débouchent sur cette rue au niveau de la place.
La place s'ouvre au sud sur un carrefour triangulaire formé par le débouché de la rue Gaillon sur la rue Saint-Augustin.
Le quartier est desservi par les lignes 3, 7 et 8 à la station Opéra et par la ligne 3 à la station Quatre-Septembre.

## Origine du nom
Son nom provient du voisinage de la rue Gaillon dont le nom tire son origine de l'ancien hôtel de Gaillon, qui était situé à l'actuel emplacement de l'église Saint-Roch.

## Historique
De 1700 à 1778, cette place, qui n'était que l'intersection des rues Saint-Augustin et Gaillon, était appelée « carrefour Gaillon ».
La place a reçu son nom actuel en 1936.

## Bâtiments remarquables et lieux de mémoire
La fontaine Gaillon occupe le centre de la façade de l'immeuble donnant sur le nord de la place.
Aux nos 16-18 se trouve le restaurant Drouant, lieu de désignation du prix Goncourt.

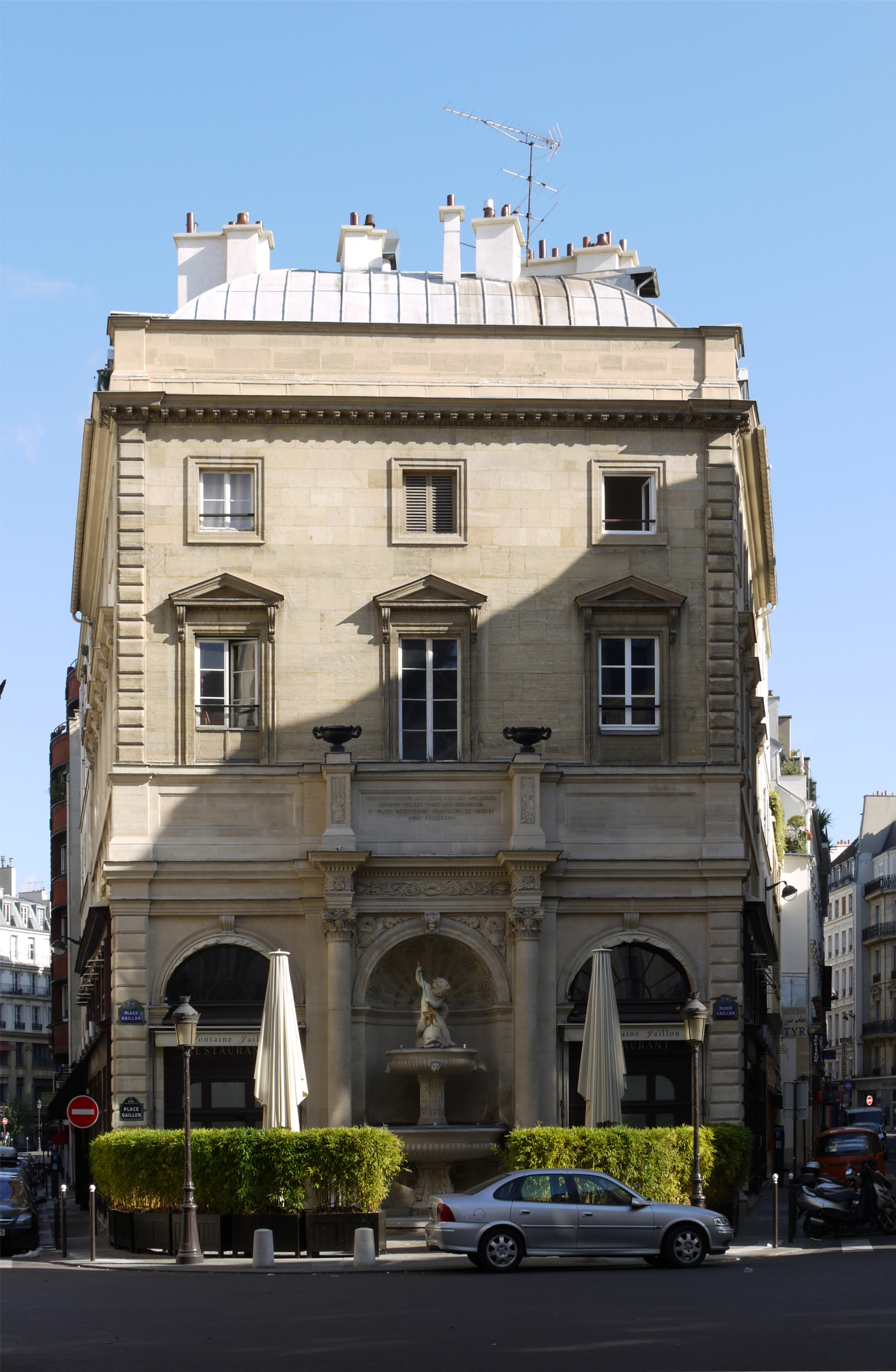
Fontaine Gaillon.
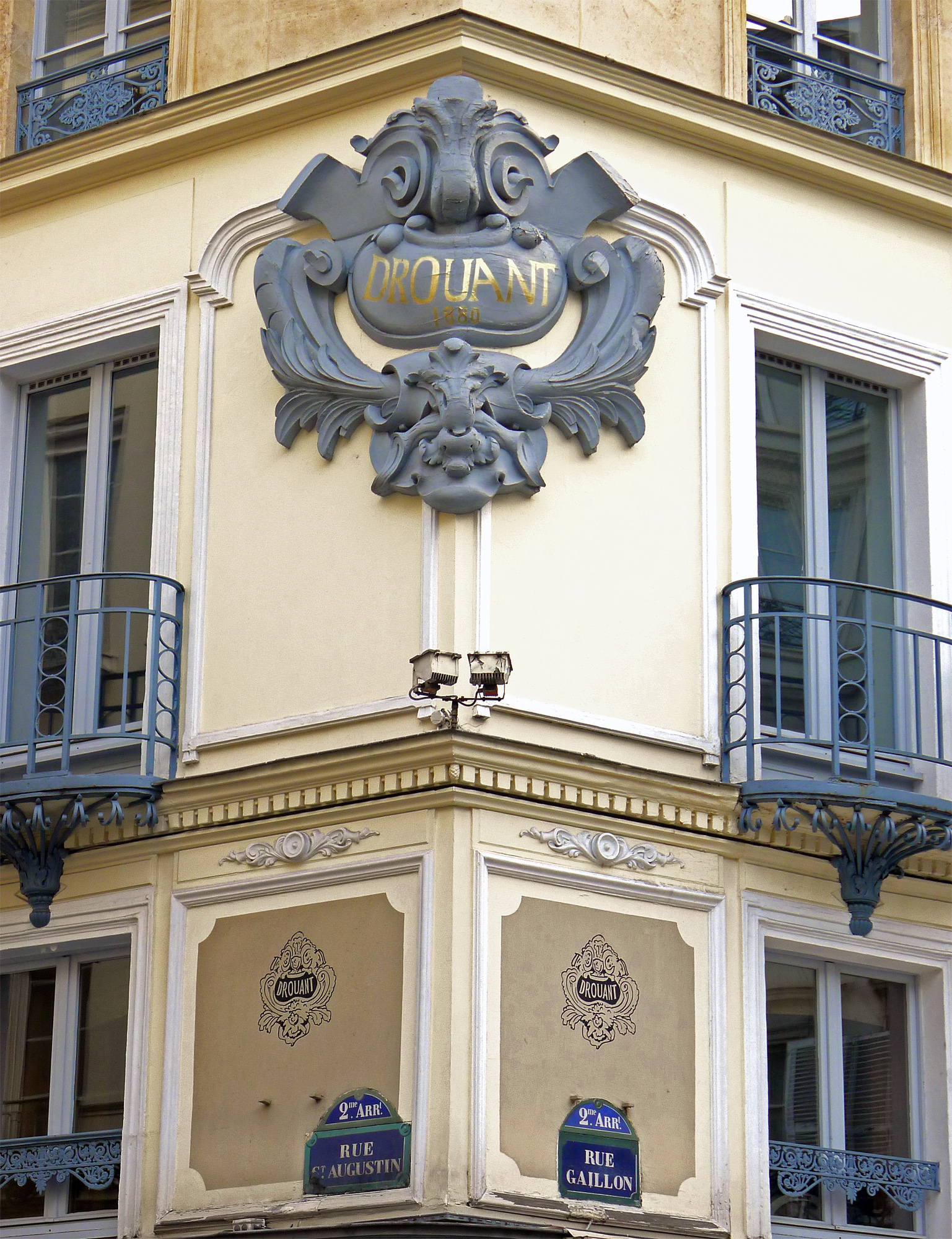
Restaurant Drouant.
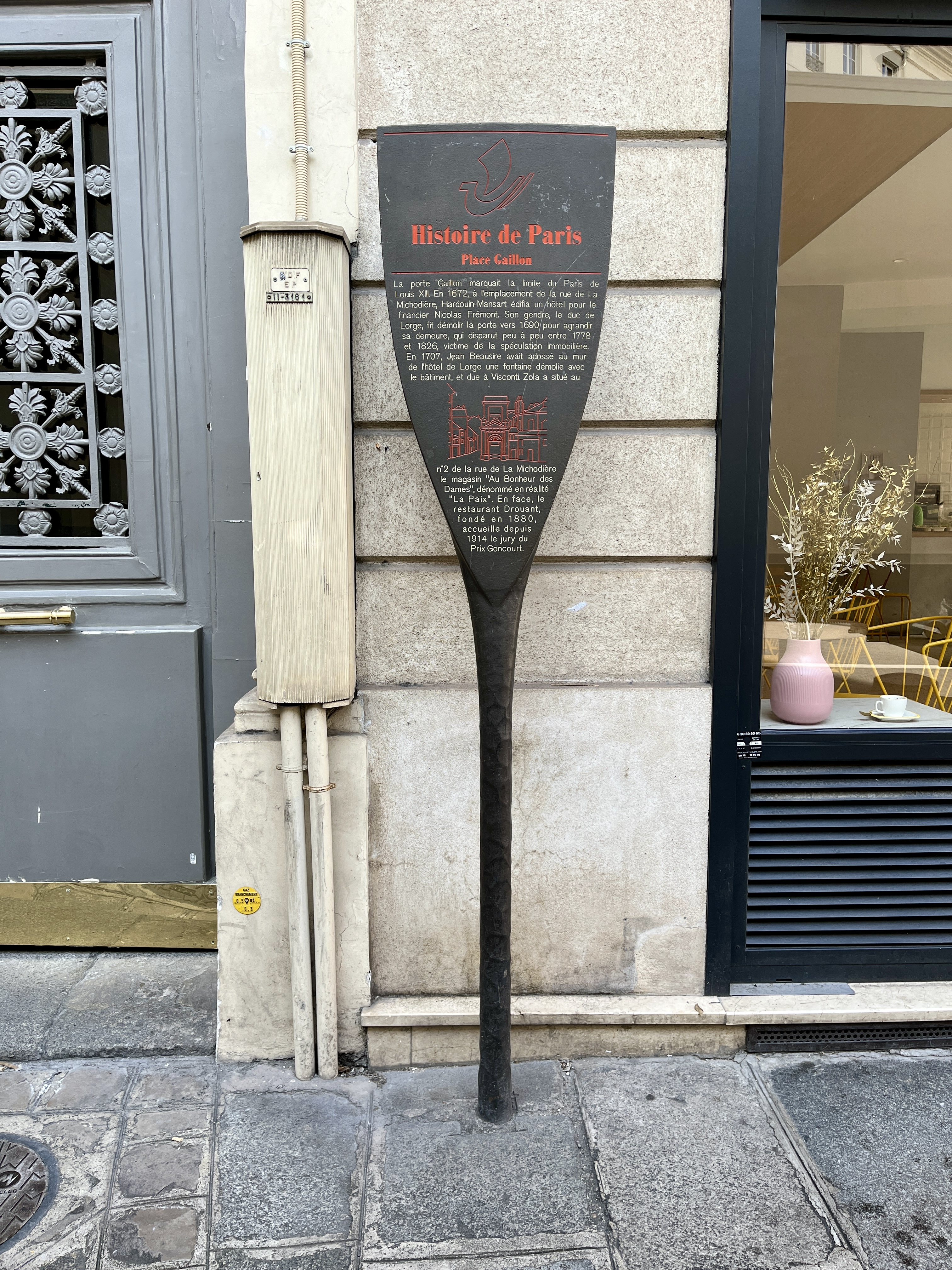
Panneau Histoire de Paris

## Littérature
Dans Au Bonheur des Dames, Zola fait travailler son héroïne, Denise, dans un grand magasin place Gaillon.

## Pour approfondir